# Гасне сијалице
Гасне сијалице или сијалице са металним парама су извори светлости који светлост производе на основу ефекта пражњења у гасовима, тј. на принципу електролумисценције. Гасови који се користе су неон, аргон, а карактеристичне су и живине и натријумове паре. Живине лампе имају изразиту љубичасту боју, док лампе са натријумовом паром дају карактеристичну жуту светлост. Све гасне сијалице имају знатно већи степен корисног дејства од обичних сијалица са усијаним влакном.
Не разликују се пуно од Гејшлерових цеви, осим што се код њих прилагођава радни елемент (гас) према светлости коју желимо да добијемо. Повољној емисији светлости и расположивом напону мора се прилагодити и притисак гаса.

## Настанак
Историја везана за гасне сијалице почиње 1675. године када је француски астроном Жан Пикар уочио да је празни простор у живином барометру засветлуцао када је продрмусао барометар. Научници су покушавали да окткрију разлог овог феномена и први резултати су се појавили 1705. године, када је Франсис Хоксби конструисао прву гасну сијалицу. Феномен је по први пут описао Василије Петров 1802. године и од тада су проучаване овакве сијалице са различитим врстама металних пара, зато што је њихов начин продукције светлости ефикаснији од обичних сијалица.
Сто година касније, истраживања су довела до сијалице без електрода које су уместо тога користе енергију од микроталасних или извора радио фреквенција. Поред тога, конструисани су извори светлости много ниже производње, проширујући примену пражњења на кућну употребу.

## Начин рада
Сијалице са металним парама раде на принципу електролумисценције. То је појава која се манифестује тако што у моменту проласка струје кроз средину са металним парама ова средина почиње да светли.
Овде је извор светлости јонизујући, јер се користи особина електричног пражњења кроз паре и гасове. Постоје још и термички извори светлости који раде на принципу повишења температуре и сагоревања (сијалице са усијаним влакном, свеће, гасне лампе) и флуоросцентни извори који раде на основу луминсценције (ако се нека материја обасја невидљивим ултраљубичастим зрацима они се трансформишу у зраке веће таласне дужине, на које не реагује људско око). Пражњења у гасовима су обично нагла. Најчешћи пример таквих пражњења је електрична варница која се јавља под дејством јаких електричних поља када наступи ефект ударне јонизације.
Основни елеменат гасних сијалица је стаклена цев (која се назива и жижак) испуњена са две супстанце које су при раду у гасовитом агрегатном стању. Ове две супстанце представљају основно и карактеристично пуњењем. Основно пуњење је племенити гас неон или аргон, а карактеристично је жива или натријум. На крајевима стаклене цеви уграђене су електроде од оксида металa.
Жижак је смештен у већи вакуумирани стаклени балон. Балон има улогу топлотног изолатора. Кад се оваква сијалица прикључи на напон долази до јонизације средине у жижку и почиње пражњење кроз гасове. Услед пражњења развија се топлота и капи живе или натријума на температури од 2.000 °C испаравају. На слици је приказана шема гасног пражњења. Мења се боја светлости и поприма карактеристичну боју. Номиналан рад сијалица са металним парама почиње тек после испаравања метала у цеви. Пре тога сијалица „жижи“, а пражњење се врши између главне и помоћне електроде које се у жижку налазе једна поред друге. Кад се у цеви ослободи довољно топлоте и метал испари, јонизација се наставља између главних електрода. Тек тада је сијалица укључена. Време паљења сијалице траје од 1 до 5 минута.
Радни напон сијалица са металним парама нижи је од напона паљења и због тога се оне никад не прикључују на инсталацију директно, већ најчешће преко индуктивног отпора, или омског отпора или трансформатора са великим расипним пољем.

## Живина сијалица
Главно радно тело ових сијалица је аргон, али се сијалице називају по живој, која даје сијалицама карактеристичне особине. Од количине живе у цеви зависи радни притисак на основу ког се сијалице деле у три групе:
- сијалице високог притиска (до 1 atm које светле 80—125 W)
- сијалице врло високог притиска (до 20 atm, 250—400 W)
- сијалице супер високог притиска (до 100 atm, изнад 400 W)

У светлост коју производи живина сијалица налазе се љубичаста, плава, зелена и жута. Светлост не садржи црвене радијације. Боја светлости се може променити на више начина:
- на унутрашњу страну балона се наноси флуоресцентни прах
- у исту светиљку се ставља и живина сијалица и сијалица са ужареним влакном
- праве се сијалице за мешану светлост, као комбинације сијалице са ужареним влакном и живине сијалице

Живине сијалице су економичне. Специфична производња им је 35—48 lm/W. Погодне су за осветљење великих индустријских објеката, улица, тргова, спортских хала.

### Начин рада живиних сијалица
У стакленом балону се налази мала цевчица (жижак) која је испуњена аргоном са 2 - 3 капи живе. Жива и натријум на нормалној температури нису у гасовитом агрегатном стању, па такве сијалице морају бити тако конструисане да се у њима најпре врши загревање и испаравање ових супстанци. То се обично постиже додавањем инертних гасова који одржавају пражњење док се сијалица не загреје. Најчешће се стављају помоћне електроде које врше паљење или електроде од жице које се у почетку загревају Џуловом топлотом, а затим се аутоматски искључују.
Када се сијалица прикључи на напон преко пригушнице која ограничава радни напон, долази до електричног пражњења између електроде и њене помоћне електроде. Услед овог пражњења развија се висока температура која је и потребна за загревање и испаравање живе. После испаравања живе од повећања притиска, електрично пражњење се наставља између електрода кроз јонизовану смешу живине паре и аргона. Време паљења траје од једног до пет минута.

## Натријумова сијалица
Натријумове сијалице раде на истом принципу као живине. Њихово карактеристично пуњење је натријум који даје жуту светлост са мали бљеском. Жута светлост добро продире кроз маглу и ваздух засићен парама и гасовима. Користи се за осветљење мостова, саобраћајница, машинских хала, ливница, цементара.
Постоје два типа натријумових сијалица:
- сијалице ниског притиска које су најефикаснији вештачки извори светлости, али њихова жута боја ограничава њихову примену на спољашњу уличну расвету или на места где има великих количина магле или прашине (мостови или рудници)
- сијалице високог притиска које имају шири спектар светлости од натријумових сијалица ниског притиска, али и даље имају лошији приказ боја од других типова сијалица.

Пошто натријумове сијалице изазивају мање светлосно загађење од метал-халогених сијалица, користе их многи градови који имају астрономске опсерваторије.

## Неонска сијалица
Постоје две врсте неонки. Једна ради на принципу флуоресценције са фосфором, а друга на принципу јонизације са живом.

### Неонска сијалица са фосфором
Претходница данашње стандардне неонске сијалице је сијалица из 1890-их година коју је изумео Петар Купер Хевит Хевитова сијалица је употребљавана у фотографским студијима и индустрији. Едмунд Гермер, Фридрих Мејер и Ханс Спанер су 1927. године патентирали тзв. сијалицу с паром под високим притиском. Џорџ Инман у сарадњи са Џенерал Електриком (General Electric) направио је практичну флуоресцентну свјетиљку 1938. године, која је патентована 1941. Неонску сијалицу какву данас користимо је изумео Ед Хамер (Ed Hammer), инжењер Џенерал Електрика, као одговор на нафтну кризу 1973. године. Сијалица је постепено почела да се производи те примјењује за ширу употребу.
Најважнији технички напредак био је замена електромагнетног баласта са електронским баластом, који је одстранио већину треперења и спорог паљења, што је карактеристично за флуоресцентне сијалице. Главна два дела сијалице су гасом напуњена цев и баласт (електромагнетни или електронски).
Електрична струја из баласта долази до гаса где проузрокује емитовање ултраљубичасте светлости. Ултраљубичаста светлост затим побуђује фосфорни слој унутар цеви, који почне да емитује видљиву светлост. Електронски баласт садржи мали електронски круг (исправљач, филтер, транзисторе), прикључен на резонантни високофреквентни (40 kHz) инвертор (претварач) (DC - AC). Производе се и за једносмерну и наизменичну струју.

### Неонска сијалица са живом
Ова неонска сијалица се назива и радиофлуоресцентна сијалица или индукцијска сијалица. Код ових светиљки, живина пара се побуђује преко радиофреквентног осцилатора.
Хладно-катодна флуоресцентна светиљка, ХКФС (енг: Cold Cathode Fluorescent Lamp, (CCFL)) је једна од новијих типова КФС.
Напон код ХКФС је пет пута већи него код КФС, док је струја десет пута мања. Имају пречник око 3 mm. Њихов учинак (lm/W) је око 50% мањи од учинка КФС. Иначе њихова предност је да су тренутне као класичне сијалице, компатибилне су са регулаторима освјетљења (dimmer), фотоћелијама, те имају дуг век трајања, око 50 хиљада сати. Погодне су за места гдје се сијалице укључују и искључују често. Неки произвођачи дају луминентни премаз на КФС тако да неко време „светле“ пошто се искључе, што може бити корисно у ванредним ситуацијама.

## Боја
| Гас                                 | Боја                                                                                             | Спектар | Употреба | Слика |
| ----------------------------------- | ------------------------------------------------------------------------------------------------ | ------- | --- | ----- |
| Хелијум                             | од беле до наранџасте; под неким условима може бити сива, плава или зелено-плава                 |         | користе је уметници за специјалне визуелне ефекте                                                                                    |       |
| Неон                                | црвено-наранџаста                                                                                |         | интензивна светлост, користи се у неонским лампама                                                                                   |       |
| Аргон                               | од љубичасте до бледе плаве боје                                                                 |         | често се користи заједно са живиним парама                                                                                           |       |
| Криптон                             | од светле сиве до зелене, на пиковима и плаво-бела                                               |         | користе је уметници за специјалне визуелне ефекте                                                                                    |       |
| Ксенон                              | сива или плаво-сива, док је на екстремним врховима и светла зелено-плава                         |         | користи се за блицеве и ксенонове сијалице                                                                                           |       |
| Азот                                | слична аргону, али ублаженија и има више розе боје, на пиковима се појављује и светла плаво-бела |         | |       |
| Кисеоник                            | нијансе љубичасте, пригушенија од аргона                                                         |         | |       |
| Водоник                             | од љубичасте, преко розе до пурпурно црвене                                                      |         | |       |
| Живине паре                         | светлоплава, тамна љубичаста                                                                     |         | у комбинацији са фосфором користи се за добијање многих боја из светлости; широко распрострањена му је употреба у живиним сијалицама |       |
| Натријумове паре на ниском притиску | светла наранџасто-жута                                                                           |         | широко су распрострањене у натријумовим сијалицама                                                                                   |       |

## Предности и мане
Све гасне сијалице имају знатно већи степен корисног дејства од обичних сијалица са усијаним влакном. За исти интензитет светлости, гасне сијалице просечно захтевају око четири пута мању електричну снагу од сијалица са влакном. Специфична производња им је 3 - 4 пута већа од сијалица са усијаним влакном, радни век им је око 3000 сати.
У извесним случајевима (код разних апарата за пројекцију и код рефлектора) се захтева да светлосни извор има велики интензитет светлости, а мале димензије. За те сврхе се граде гасне сијалице које раде са високим притиском гаса или паре. Гас под вишим притисцима има већу густину и даје већи интензитет светла. На тај начин се код гасних сијалица високог притиска, који може бити знатно виши од атмосферског, добија велики интензитет светлости при врло малом растојању међу електродама. Најчешће се употребљавају овакве сијалице са живином паром под притиском до 200 атмосфера. Температура у таквом луку се пење и до 10.000 °C, па се уз сијалицу обично предвиђа и специјални уређај за хлађење. На овај начин се постиже концентрација светлосног извора која некад може да пређе и сјај Сунца.
Главни недостатак електричних гасних сијалица је изразита обојена светлост. Светлост им је монохроматска (једнобојна). Код сијалица пуњеним живом светлост је плава или ултраљубичаста, а код живиних сијалица светлост је жута. Користе се тамо где је потребно постићи добар осветљај, а није превише битно распознавање боја.
Овај проблем се може и решити употребом флуоресцентних застора. Унутрашња површина цеви у којој се врши нормално пражњење обложена је слојем смеше која има особину да флуоресценцира, тј. да зраке једне боје преводи у зраке друге боје, веће таласне дужине. Флуоресцентна смеша је тако подешена да укупна сложена светлост буде слична белој светлости. На овај начин се могу користити и краткоталасни ултраљубичасти зраци.

### Флуоросцентне сијалице
Најчешће коришћена флуоросцентна сијалица је живина сијалица ниског притиска. Обично је израђена у облику дугачке цеви на чијим се крајевима налазе две електроде. Са унутрашње стране цев је пресвучена танким слојем флуоросцентног праха, а цев је испуњена аргоном са малом количином живе. Када се између електрода успостави електрично пражњење ствара се ултраљубичаста невидљива светлост која се пролазећи кроз луминатор – флуоросцентни прах трансформише у светлост која је пријатна за око. Користећи различите мешавине праха може се добити жељена боја.
Флуоросцентна цев се на инсталацију не може прикључити директно јер је напон паљења цеви већи од напона мреже. Потребно је у кратком временском интервалу довести на електроде знатно виши напон. Проблем се решава прикључењем цеви преко пригушнице и стартера. Улога стартера је да у моменту укључења флуоросцентне цеви укључи грејање електрода.
Гасни стартер је мала стаклена цев испуњена неоном, хелијумом или аргоном. У цев су смештене две електроде од којих је једна биметални штап. Кад се сијалица са стартером прикључи на напон, у стартеру се јавља слабо тињаво пражњење између електрода. Услед пражњења развија се топлота потребна за загревање биметалног штапа и он после краћег времена почиње да се криви спаја контакте гасног стартера. Струја тињања била је око 20 - 40 mА и та струја није била довољна за загревање електрода. Кад се контакти споје, протиче струја кратке везе (око 1А) и она веома брзо загрева електроде цеви. Спајањем контаката у гасном стартеру престаје тињаво пражњење, стартер се хлади и биметал се поново враћа у почетни положај прекидајући струјни круг. Услед прекида струјног круга пригушнице јавља се напонски удар (600—2000V) и долази до паљења цеви. Радни напон сијалице мањи је од напона паљења стартера тако да се у току рада сијалице он више не укључује.